# Способы определения угарного газа в воздухе
Способы определения угарного газа в воздухе — это методы, которые позволяют осуществлять количественную оценку монооксида углерода в воздухе.

## Методы
Большинство методов, используемых для измерения содержания окиси углерода в атмосфере, основаны либо на спектроскопических принципах, либо на газовой хроматографии.
Большинство измерений СО происходят с помощью методов:
- ГХ-HgO (газовая хроматография с детектором оксида ртути),
- ГХ-ИПД (газовая хроматография с ионизационно-пламенным детектором),
- НДИР(недисперсионное инфракрасное поглощение),
- корреляция газовых фильтров и вакуумной ультрафиолетовой флуоресценции,
- полупроводниковый метод определения газа.

Более новыми спектроскопическими методами являются:
полостная кольцевая спектроскопия (Cavity Ring-Down Spectroscopy),
встроенная спектроскопия на выходе из резонатора (Integrated Cavity Output Spectroscopy),
направленная абсорбционная спектроскопия в среднем инфракрасном направлении (Mid-Infrared Direction Absorption Spectroscopy) (для высокоточных измерений CO в окружающем воздухе, а также для калибровки стандартов).

## Характеристика методов
Методы измерения CO можно условно разделить на две группы:
- спектроскопические (оптические) измерения
- производные газовой хроматографии.

Во многих случаях определенные методы явно лучше подходят для конкретного приложения. Например, поддержание калибровочных стандартов требует высочайшей достоверностью и точностью; однако при отсутствии абсолютной достоверности (аккуратности), измерения с высокой точностью позволяют проводить взаимное сравнение стандартов для оценки их относительной стабильности. Мониторинг атмосферных уровней на месте часто требует большей долговременной стабильности больше, чем аналитической точности.

### Хроматографические методы
Газожидкостная хроматография (обычно называемая газовой хроматографией или ГХ) разделяет составляющие образца газа, когда он течет по неподвижной поверхности, на которой жидкость иммобилизована путем химического связывания или абсорбции. Эта неподвижная жидкая/твердая фаза содержится в колонках различной ширины и длины, выбранных для максимального разделения газовых частиц при минимальном времени анализа. Химические вещества в пробе газа, однажды введенные в газ-носитель, разделяются на колонках для ГХ в соответствии с их родством с неподвижной фазой перед попаданием в детектор. В детекторе каждая из разделенных газовых составляющих создает кратковременное нарушение тока или оптической плотности, которое записывается и сохраняется в интеграторе или компьютере.
Этот отклик количественно измеряется и преобразуется в концентрацию по сравнению с откликом стандарта.
Все ГХ имеют схожие устройства и включают:
1. Газ-носитель с регулируемым давлением.
2. Контрольный газ с регулируемым давлением.
3. Порт для ввода / пробоотборная петля.
4. Одна или несколько разделительных колонн с регулируемой температурой.
5. Детектор сигнала.
6. Программное обеспечение для обработки сигнала
Выбор газа-носителя часто зависит от типа детектора, используемого с ГХ; Наиболее часто используются азот высокой чистоты, аргон, гелий и воздух, не содержащий углеводородов. Поток газов-носителей и эталонных газов из баллонов высокого давления в прибор регулируется с помощью двухступенчатых регуляторов, часто в сочетании с регуляторами массового расхода. Измерения CO производятся с использованием различных материалов колонок и детекторов.
Наиболее распространенные аналитические системы содержат предколонку с силикагелем или оксидом алюминия, за которой следует аналитическая колонка, состоящая из молекулярного сита. Поскольку движение газовых частиц через колонку зависит от температуры, колонки хранятся в термостате с регулируемой температурой. Предколонка улавливает CO2, неметановые углеводороды и воду, которые возвращаются обратно, чтобы предотвратить загрязнение аналитической колонки. Молекулярное сито эффективно отделяет CO от H2 и CH4.
За хроматографическими колонками следует один из ряда детекторов.
Некоторые детекторы, например, основанные на ионизации гелия или аргона, не подходят для атмосферных исследований из-за неадекватных минимальных пределов обнаружения и точности.
Наиболее часто используемые детекторы CO — это пламенно-ионизационный (ПИД), оксид ртутный/УФ-поглощающий (HgO / УФ) или электрон захватывающий (ЕЗД). Для анализа изотопных сигнатур проб воздуха после ГХ следует масс-спектроскопия.

#### Метанирование и ГХ-ПИД
Метанирование и ГХ-ПИД: обнаружение окисленных углеродных газов (таких как CO и CO2) с использованием простой ионизации требует, чтобы эти молекулы сначала были восстановлены до CH4.
Обычно используется обогащенный водородом кислородсодержащий газ-носитель над горячим никелевым катализатором (уравнение (1)):
CO + 3H2 + Ni (260 °C) → CH4 + H2O (1а)
CO2 + 4H2 + Ni (260 °C) → CH4 + 2H2O (1б)
Образовавшийся метан затем обнаруживается с высокой точностью (<1 %). Точность измерений CO, которые в значительной степени ограничены снижающей эффективностью уравнения. (1а) составляет около 2-8 % на уровнях, обнаруживаемых в атмосфере. Минимальный предел обнаружения (МПО) составляет 50 частей на миллиард или лучше.
ГХ-ПИД использовался для мониторинга уровней CO в воздухе и имеет две интересные особенности. Во-первых, ГХ-ПИД является линейным по концентрациям, охватывающим несколько порядков величины, а во-вторых, CO, CO2 и CH4 могут быть определены из одной пробы воздуха.

#### ГХ + HgO / УФ-поглощение
ГХ + HgO / УФ-поглощение: после хроматографического разделения H2, CO и CH4 переносятся в печь, содержащую слой твердого HgO. При высокой температуре (выше 200 °C) восстановленные газы окисляются за счет HgO с образованием газообразной Hg (уравнения (2a) и (2б)):
H2 + HgO (210 °C) → Hg + H2O 2a
CO + HgO (210 °C) → Hg + CO2 2б
Пар ртути затем уносится в оптическую ячейку, где определяется поглощением при 254 нм. Точность проб воздуха, содержащих 50-250 частей на миллиард CO, составляет 2 ± 0,5 %, соответственно, а МПО находится в диапазоне 1-2 частей на миллиард. Этот детектор также может использоваться без хроматографического разделения для непрерывных измерений.
Высокая точность и низкие пределы обнаружения делают этот метод пригодным как для атмосферных измерений, так и для обслуживания стандартных шкал. Детекторы HgO / УФ могут иметь нелинейный приборный отклик (до 6-8 %) во всем диапазоне соотношений смеси CO, обнаруженных в атмосфере; поэтому этот метод требует строгого внимания к линеаризации и калибровке. Было обнаружено, что характеристики отклика прибора являются характеристикой отдельных слоев HgO, причем некоторые слои демонстрируют линейный отклик, а другие нет.
Сообщалось, что линейный отклик может быть достигнут при использовании в качестве газа-носителя воздуха, не содержащего углеводородов, вместо N2.

#### ГХ+ЕЗД
ГХ+ЕЗД: обнаружение захвата электронов также можно использовать в сочетании с ГХ для измерения атмосферного CO. В одиночку CO не вызывает значительного отклика от ЕЗД, потому что он с трудом захватывает электроны. Однако добавление N2O к газу-носителю N2 улучшает чувствительность. Стационарный химический состав отрицательных ионов, контролируемый бета-источником и N2O (уравнение (3a)), нарушается добавлением CO (уравнение (3b)):
e- + N2O → O- + N2 3a
O- + CO → CO2 + e- 3b
ГХ-ЕЗД с легированием N2O обеспечивает пределы обнаружения и точность, аналогичные другим хроматографическим методам. Как и метод HgO / УФ, ГХ-ЕЗД может иметь нелинейный отклик, который необходимо тщательно охарактеризовать и скорректировать путем тщательной калибровки прибора. МПО 10 частей на миллиард.

#### ГХ-МС
ГХ-МС: ранние исследования соотношений стабильных изотопов ¹³C и 18O CO показали значительные различия в изотопных составах различных источников CO и было предположено, что эти различия могут быть использованы для идентификации различных источников CO.
Фундаментальная процедура состоит в следующем. Проба воздуха сначала пропускается через серию хроматографических колонок и криогенных ловушек для удаления CO2, оксидов азота, воды и углеводородов. Поток через реагент Шутце (I2O5 на силикагеле) количественно преобразует CO в CO2, который собирается криогенным способом. Количество CO2, производного от CO, определяется манометрически, а пики масс изотопов определяются на 44, 45 и 46. Изотопного обмена между кислородом CO и I2O5 нет, и один кислород, добавленный к исходной молекуле CO, будет содержать изотопное соотношение реактива Шутце. Измерения сравниваются с международно признанными стандартами, такими как Standard Mean Ocean Water (18O) и Peedee Belemnite (13C), и достигается аналитическая точность измерений 13C и 18O в 0,1 ± 0,2 ‰ и 0,2 ± 0,5 ‰ (соответственно). Эта процедура пробоподготовки обеспечивает абсолютный манометрический метод определения концентрации CO.

### Спектрометрические методы
СО также определяется путем измерения поглощения им излучения. Поглощение ультрафиолетового, видимого или инфракрасного излучения молекулой может приводить к изменениям в ее электронных, колебательных и/или вращательных энергетических состояниях. Поглощение ультрафиолетовых или видимых длин волн принимает форму дискретных линий, возникающих при переходе от основного состояния к электронно-возбужденному энергетическому уровню. Также имеют место меньшие колебательные и даже меньшие вращательные переходы. Поглощение инфракрасного излучения вызывает изменения только в колебательном и вращательном состояниях. Возбужденное состояние имеет короткое время жизни (10-6-10-9 с), и его возвращение в основное состояние дает энергию (излучение или тепло).
Концентрация определяется по наблюдаемому изменению поглощения на основе закона Бера-Ламберта (уравнение (4)):
{\displaystyle I=I_{0}}^(-σNl),
которое утверждает, что интенсивность излучения (I), выходящего из ячейки с длиной пути (l), является функцией от l, начальной интенсивности света (I0), сечения поглощения(σ), зависящего от длины волны (r), и плотности количества поглощающих молекул (N).
Спектр поглощения состоит из отдельных линий или полос поглощения на дискретных длинах волн, характерных для конкретной молекулы или атома. Несколько оптических методов, используемых для измерения CO, основаны на поглощении ближнего инфракрасного излучения, где основная полоса поглощения CO находится на высоте 4,7 м.
Методы флуоресценции основаны на поглощении в вакуумном ультрафиолете. Часто используемые оптические методы для измерения атмосферного CO включают недисперсную инфракрасную радиометрию (НДИР), газофильтровую корреляционную радиометрию (ГКР), перестраиваемую диодную лазерную спектроскопию (ПДЛС), солнечную спектроскопию и, в последнее время, инфракрасную радиометрию с преобразованием Фурье (FTIR) и резонансную ¯ флюоресценция (РФ).
Все оптические приборы имеют следующие общие черты:
1. Стабильный источник излучения.
2. Селектор / тюнер длины волны.
3. Одна или несколько оптических ячеек.
4. Преобразователь / детектор.
5. Программное обеспечение для обработки сигнала.
Недисперсионная инфракрасная радиометрия: приборы НДИР регистрируют поглощение ИК-излучения CO в оптической ячейке. ИК-излучение от стабильного источника сначала фильтруется и фокусируется перед прохождением через оптическую ячейку, содержащую образец. Опорный сигнал создается путем прохождения ИК-излучения через ячейку, содержащую известное количество CO. Излучение, достигающее детектора, зависит только от количества CO в двух ячейках, а разностный сигнал между эталоном и образцом является мерой CO, присутствующего в образце. НДИР может использовать одну или две газовые ячейки. В приборах с двумя ячейками есть одна ячейка для образца и одна ячейка сравнения.
Корреляционная радиометрия с газовым фильтром — это версия НДИР, которая содержит эталонную ячейку на измельчающем колесе и использует однопроходную оптическую ячейку для отбора проб. Каждое измерение происходит на временной шкале в несколько секунд, и, хотя отдельные измерения имеют высокую вариабельность, приемлемая точность достигается за счет более длительного времени усреднения (обычно используется 10-60 минут). Минимальные пределы обнаружения составляют от 20 до 70 частей на миллиард с точностью 5 ± 10 %. Доступны коммерческие инструменты; однако для измерения атмосферного CO необходимы модификации оптики, для улучшения МПО. НДИР и ГКР хорошо подходят для мониторинга на удаленных участках в Северном полушарии, в то время как довольно высокие пределы обнаружения представляют собой проблему для измерения низких концентраций CO, обнаруженных в Южном полушарие.
Измерения окиси углерода из космоса обещают истинный глобальный охват его распределения. С конца 1970-х годов корреляционные радиометры с газовым фильтром в надирной области стали предпочтительным методом для измерения CO с космических платформ. Эти инструменты определяют изменения в тепловом излучении Земли, поднимающемся вверх на длине волны 4,7 нм. Длинноволновое излучение проходит как через оптическую ячейку, содержащую чистый CO, так и через ячейку, содержащую гелий без CO (или другой инертный газ). Поскольку спектр излучения CO изменяется в зависимости от длины и давления газовой ячейки, чувствительность прибора к различным уровням атмосферы можно контролировать. Устройство измерения загрязнения воздуха со спутников (MAPS) использовалось в четырех миссиях на борту космического челнока, и его единственная эталонная ячейка, содержащая 350 гПа CO, обеспечивала максимальный сигнал в средней тропосфере. Коэффициенты смешивания тропосферного CO, полученные из радиометрических сигналов MAPS, находились в пределах 10 % от корреляционных измерений с самолетов.
Инфракрасная радиометрия с преобразованием Фурье: ИРПФ также использует недисперсный источник энергии, однако, в отличие от приборов НДИР, ИРПФ обнаруживает все длины волн одновременно. Спектрометр представляет собой интерферометр Майкельсона с движущимся зеркалом на одной из ножек. При движении зеркала время между конструктивными и деструктивными интерференциями различно для каждой длины волны, и интенсивность на каждой длине волны может быть восстановлена с помощью преобразования Фурье. Следовательно, многие виды, поглощающие в ИК-диапазоне, могут быть определены одновременно.
Спектры представляющих интерес видов сравниваются со спектрами газовых стандартов, взятых вместе с образцами, или спектральных баз данных. Точность для CO, CH4 и CO2 в целом аналогична другим методам. Однако при 50 ppb CO точность ИРПФ может достигать 0,5 % по сравнению с 1 ± 1,5 % для ГХ ± HgO / УФ-поглощения. При более высоких соотношениях смешивания CO точность этих двух методов сравнима.
Перестраиваемая диодная лазерная спектрометрия: ПДЛС использует полупроводниковый лазер, настраиваемый по току или температуре на интересующую длину волны. Лазеры на солях свинца излучают инфракрасное излучение с узкой шириной линии, что обеспечивает высокую селективность. Их можно настраивать с одной длины волны на другую при высокой частоте, что позволяет практически одновременно обнаруживать несколько видов газа.
Используя известные спектроскопические параметры и измеренные давление, температуру, длину пути и интенсивность излучения, можно определить абсолютные концентрации (в той степени, в которой известны поперечные сечения частиц). Хотя ПДЛС можно использовать как абсолютный метод, в исследованиях атмосферы для количественной оценки следовых газов обычно используются стандарты. Настроенный на длину волны 4,7 м и время отклика 1 с, ПДЛС имеет предел обнаружения менее 1 ppb CO и точность лучше 0,5 %.
ПДЛС хорошо подходит для изучения единой вертикальной и горизонтальной структуры CO (и других газов) в атмосфере. Эти инструменты в настоящее время более дороги, чем другие системы измерения CO, и для успешной работы требуют более высокой степени подготовки.
Резонансная флуоресценция (РФ): помимо релаксации молекулы из возбужденного состояния в основное посредством столкновительного переноса, возврат в основное состояние может происходить за счет флуоресценции. Хотя РФ используется реже, чем ранее описанные методы, он также может использоваться для измерения CO. РФ основана на электронно-колебательных изменениях CO, которые происходят в вакуумном УФ-диапазоне на длинах волн от 130 до 160 нм. Возбуждение CO путем его поглощения УФ вызывает флуоресценцию, которую затем можно отслеживать. Камеры флуоресценции работают при низком давлении, чтобы избежать поглощения O2, а флуоресценция на длинах волн выше 160 нм объясняется рассеянным светом. Достигнута точность индивидуальных измерений <1,5 частей на миллиард. Было показано, что метод является линейным (с точностью до 2 %) в диапазоне CO, обнаруженного как в фоновой, так и в регионально загрязненной атмосфере.
Солнечная спектроскопия: В 1952 ученые впервые применили спектроскопию для измерения CO в атмосфере с Солнцем в качестве источника излучения. Метод определил поглощение на 4,7 м во всем столбе атмосферы и, таким образом, получил общую численность в столбце. Используемые сегодня инструменты и процедуры поиска обеспечивают точность порядка 8-10 %. Для вычисления нагрузки столбца можно использовать ряд алгоритмов поиска; взаимное сравнение некоторых из них проводится в рамках программы проверки данных MOPITT.
Солнечная спектроскопия оказалась полезной для изучения трендов атмосферного столба и для сопоставления соотношений смешивания в пограничном слое и свободной тропосфере. Помимо определения общей нагрузки на столб, разрабатываются методы для извлечения вертикальных профилей из солнечных спектров.

## Калибровка образцов
Большинство измерений атмосферного CO проводится относительно эталонного газа (за исключением солнечной спектроскопии). Однако существует несколько источников эталонных газов CO, которые отражают отношения смеси в фоновой атмосфере. Самый низкий сертифицированный стандарт содержания CO в воздухе, разработанный Национальным институтом стандартов и технологий (НИСТ) (США), составляет 10 частей на миллион. Шкала НИСТ CO, основанная на первичных стандартах, полученных гравиметрическими методами, хорошо согласуется со шкалой, разработанной в Национальной физической лаборатории (Великобритания).
Многие лаборатории получают собственные эталонные газы путем разбавления стандартов, полученных в национальных лабораториях. Начиная с 1989 года Лаборатория мониторинга и диагностики климата (ЛМДК) в бюро исследований океанических и атмосферных явлений разработала шкалу для использования в атмосферных измерениях. Основанная на наборе первичных гравиметрических эталонов, шкала ЛМДК обеспечивает рабочие эталоны в диапазоне соотношений смеси CO, обнаруженных в фоновой атмосфере. Эти стандарты доступны сообществу. Многие коммерческие газовые компании также предоставляют стандарты следового газа. Одна из таких компаний, Scott-Marrin, Inc. (Риверсайд, Калифорния), производит стандарты содержания CO в воздухе с сертификатом менее 2 % при соотношении компонентов смеси более 500 частей на миллиард, что хорошо согласуется со шкалами НИСТ и ЛМДК. Обслуживание эталонов и калибровочных весов имеет решающее значение для долгосрочных программ измерения.
Из-за отсутствия легко доступных абсолютных измерений многие лаборатории полагаются на многократные взаимные сравнения нескольких стандартов для определения дрейфа любого эталонного газа. В группе, состоящей из нескольких стандартов, маловероятно, что все они будут дрейфовать с одинаковой скоростью по отношению к их соответствующему соотношению смешивания, поэтому можно было бы идентифицировать изменения в любом конкретном стандарте. Однако ситуация усложняется, если отклоняется более одного стандарта в группе или если скорость отклонения мала по сравнению с точностью измерения. Сравнение различных наборов первичных эталонов, произведенных из чистого CO или сертифицированных эталонных газов с высокой концентрацией, используется для оценки стабильности эталонных газов. В многокомпонентной газовой смеси сравнение химического вещества, которое, как ожидается, будет оставаться стабильным во времени, с CO является эффективным подходом для обнаружения дрейфа. Повторный манометрический анализ или спектроскопия с настраиваемым диодом могут обеспечить абсолютную меру стабильности газа. Вопросы стандартной стабильности имеют решающее значение для усилий по определению тенденций в атмосферном CO. Хотя CO может испытывать короткие периоды быстрого увеличения и уменьшения как в региональном, так и в глобальном масштабе, Долгосрочные записи предполагают среднюю скорость изменения порядка 6,1 % в год. В настоящее время широко признаны различия в калибровочных шкалах, и необходимо знать, как результаты CO из разных лабораторий соотносятся с одной.
Взаимное сравнение измерений обеспечивает основу, на которой могут быть интегрированы наборы данных из различных лабораторий и мест. Взаимные сравнения легко проводить путем обмена стандартами. Однако обмен стандартами имеет ограничения. Сравнение эталонных газов, как правило, не полностью моделирует условия поля или метод полного отбора проб и, таким образом, может лучше отражать аналитические измерения, чем определения атмосферы.
Отбор проб в одном месте — еще один необходимый подход для сравнения измерений. В работах сравнили измерения на месте, сделанные с использованием НДИР в Мейс-Хед, Ирландия, с пробами, собранными в том же месте с помощью ЛМДК и проанализированными с использованием ГХ ± HgO / UV. В пределах погрешности измерений НДИР (10 %) два метода отбора проб были согласованы. ЛМДК и Организация по научным и промышленным исследованиям Содружества (CSIRO) в Мельбурне, Австралия, проводят тщательное взаимное сравнение CO (и других газов). Пробы воздуха, собранные в емкости на базовой станции мониторинга на мысе Грим, Тасмания, анализируются двумя лабораториями. Обе группы используют HgO / УФ и стандарты, привязанные к шкале ЛМДК. Эти высокоточные измерения, начатые в 1992 году, позволяют проводить сравнения на уровне нескольких частей на миллиард. Взаимное сравнение показывает тенденцию к разнице между двумя лабораториями порядка нескольких частей на миллиард. Причина различий выясняется.